# Семененко, Ирина Станиславовна
Ири́на Станисла́вовна Семене́нко (род. 20 марта 1957) — советский и российский политолог, специалист в области сравнительных политических исследований. Кандидат исторических наук, доктор политических наук, профессор. Член-корреспондент РАН по Отделению глобальных проблем и международных отношений с 28 октября 2016 года.

## Биография
В 1979 году с отличием окончила факультет международных отношений МГИМО МИД СССР по специальности «Международные отношения» и с квалификацией «Специалист по международным отношениям со знанием иностранного языка». В 1982 году окончила аспирантуру Института мировой экономики и международных отношений АН СССР. В 1983 году под руководством К. Г. Холодковского защитила диссертацию на соискание учёной степени кандидата исторических наук, тема: «Коалиция „национального единства“ и борьба за демократические преобразования в Италии (1976—1979)». В 2001 году в ИМЭМО РАН защитила диссертацию на соискание учёной степени доктора политических наук по теме «Группы интересов в политическом и социокультурном пространстве. Концепции и практика на Западе и в России» (специальность 23.00.02 — политические институты, процессы и технологии).
Заместитель директора по научной работе ИМЭМО РАН, руководитель Центра сравнительных социально-экономических и политических исследований. В 2002—2008 годах — профессор кафедры сравнительной политологии МГИМО (У) МИД России (по совместительству). С 2009 года — профессор Высшей школы экономики, сначала работала на кафедре публичной политики под руководством Нины Беляевой, в настоящее время — в Департаменте политики и управления Факультета социальных наук, преподавала такие курсы, как «Крупная корпорация как субъект публичной политики. Корпоративное гражданство», «Группы интересов», «Группы интересов бизнеса в корпоративном управлении» и другие.  Руководит работой аспирантов и соискателей в ИМЭМО.
Член редакционных коллегий научных журналов «Политические исследования», «Человек. Сообщество. Управление» (КубГУ) и «Вестник Пермского университета. Политология», член Учёного и диссертационного советов ИМЭМО РАН, с 2015 года входит в состав экспертного совета по политологии ВАК Минобрнауки России. Член Экспертного совета РГНФ (секция «Политические науки»), Российского экспертного совета по отбору и продвижению российских журналов в международные информационные системы, руководитель Экспертной сети по исследованию идентичности. Член Научного совета Российской ассоциации политической науки (РАПН), координатор Исследовательского комитета РАПН по политической идентичности.

## Научная деятельность
И. С. Семененко разработаны теоретико-методологические подходы сравнительного анализа социально-политических изменений в современном мире, исследованы тенденции политических трансформаций в странах Запада и России, апробирована исследовательская модель, сочетающая анализ политических институтов и процессов и политического сознания, роли личностного фактора в политике.
Разработала теорию и методологию изучения идентичности как ресурса общественного развития, исследовала динамику политической идентичности во взаимосвязи с динамикой политических институтов, обосновала прогностический потенциал данного подхода.
В работах И. С. Семененко изучены закономерности взаимодействия бизнеса, государства и гражданского общества в контексте сравнительного анализа практик лоббизма и корпоративной социальной ответственности, концептуализирована модель корпоративного гражданства.
Участник ряда проектов, в том числе руководитель грантов РГНФ: «Россия в мировом развитии: историко-политические, этнонациональные и культурные аспекты формирования позитивного образа» (2006—2008) и «Методология анализа политического и социокультурного развития и прогнозирования социально-политических изменений в контексте модернизации» (2012—2014). Руководитель гранта РНФ «Регулирование межнациональных отношений и этносоциальных конфликтов в современном мире: потенциал гражданской идентичности (сравнительный политический анализ)» (2015—2017).
Автор и соавтор около 250 научных публикаций, из них 21 монографии (в том числе 5 индивидуальных), 80 научных статей (в том числе 5 публикаций Scopus/Web of Science). Число цитирований (по РИНЦ) более 2200, индекс Хирша — 22.

## Основные работы
- Группы интересов и Российское государство. М., 1999 (в соавт. с Н. Ю. Лапиной и С. П. Перегудовым);
- Корпоративное гражданство. Концепции, мировая практика и российские реалии. М., 2008 (в соавт. с С. П. Перегудовым).